# سراب (فیلم ۲۰۱۸)
سراب (به اسپانیایی: Durante la tormenta‎) فیلمی معمایی-درام به نویسندگی و کارگردانی اوریول پائولو و با هنرمندی آدریانا اوگارته است. این فیلم در سال ۲۰۱۸ در اسپانیا و در ۲۲ مارس ۲۰۱۹ در سطح‌جهانی از طریق سرویس نتفلیکس منتشر شد.
همچنین آلوارو مورته ستاره سریال خانه کاغذی در این فیلم ایفای نقش می‌کند.

## خلاصه داستان
نهم نوامبر ۱۹۸۹: در شب سقوط دیوار برلین و در حین یک طوفان الکتریکی ۷۲ ساعته پسربچه‌ای به نام نیکو که در حال ضبط یک ویدیو است متوجه صدای درگیری از خانه همسایه میشود. نیکو برای بررسی اوضاع به خانه همسایه میرود و با جسد زن همسایه روبرو میشود که به قتل رسیده است نیکو پس از مواجهه با قاتل وحشت‌زده فرار میکند و در خیابان با خودرویی تصادف می‌کند و کشته می‌شود.
نهم نوامبر ۲۰۱۴: زوج جوانی به نام دیوید و ورا که به تازگی به خانه سابق نیکو اسباب‌کشی کرده‌اند تلویزیون، دوربین و نوارهای ویدیو نیکو را پیدا می‌کنند و پس از پرس‌وجو از یکی از همسایه‌ها از اتفاقی که برای نیکو افتاده مطلع می‌شوند و به شدت تحت تاثیر قرار می‌گیرند. این در حالیست که پس از ۲۵ سال طوفان الکتریکی نهم نوامبر ۱۹۸۹ تکرار شده است.نیمه شب ورا با شنیدن صدایی از خواب بیدار می‌شود.

## بازیگران
| بازیگر               | نقش           | توضیح                          |
| -------------------- | ------------- | ------------------------------ |
| آدریانا اوگارته      | ورا روی       |                                |
| چینو دارین           | بازرس لیرا    |                                |
| آلوارو مورته         | دیوید اورتیز  | همسر ورا                       |
| خاویر گوتیه‌رس آلبارس | آنخل پریتو    | همسایه نیکو                    |
| لونا فولخنسیو        | گلوریا اورتیز | دختر ورا                       |
| میگل فرناندس         | ایتر مدینا    | همسایه ورا/ دوست نیکو در کودکی |
| نورا ناباس           | کلارا مدینا   | مادر ایتر                      |